# Сольвейг Гунбьорг Якобсен

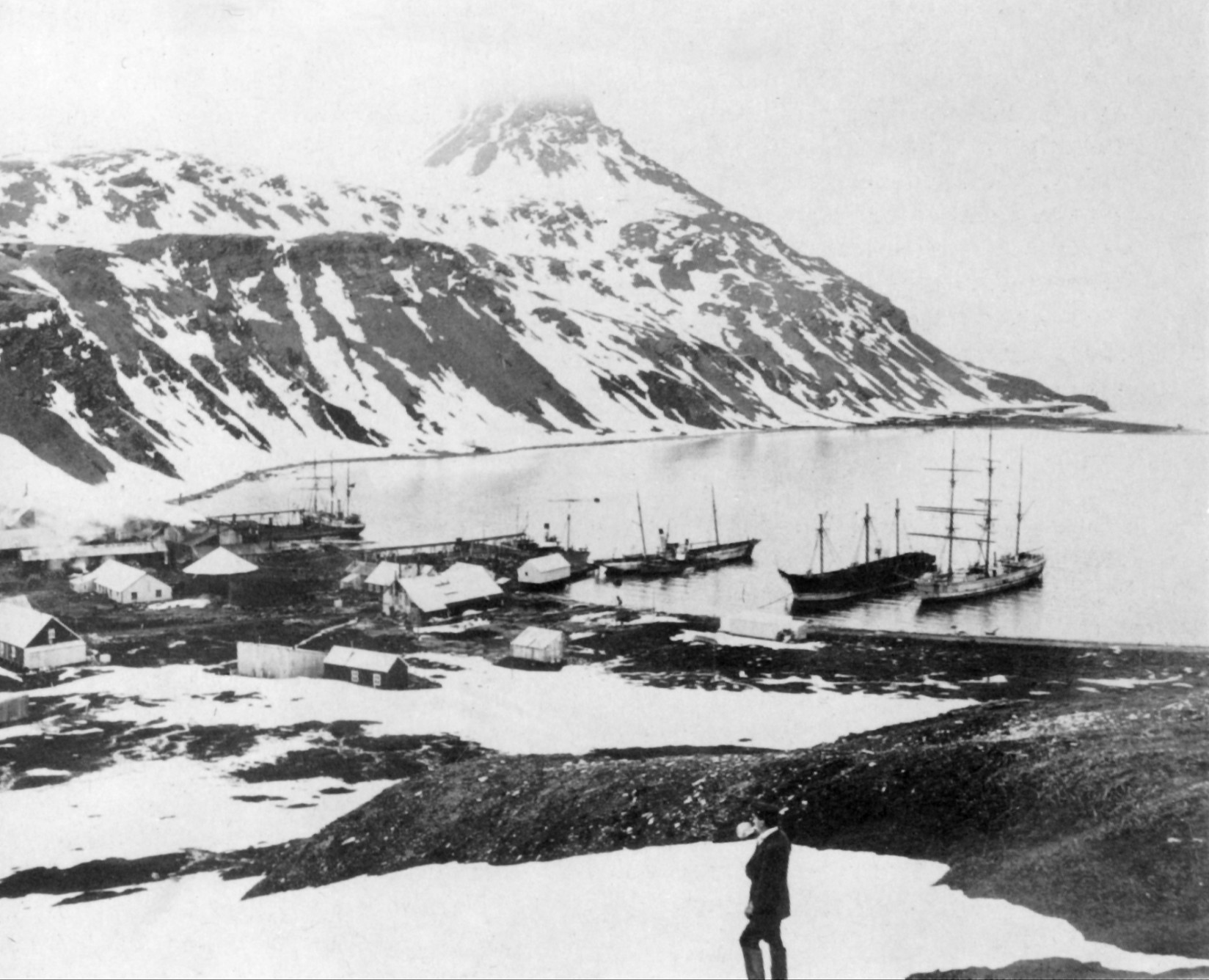
Грютвікен у 1914 році

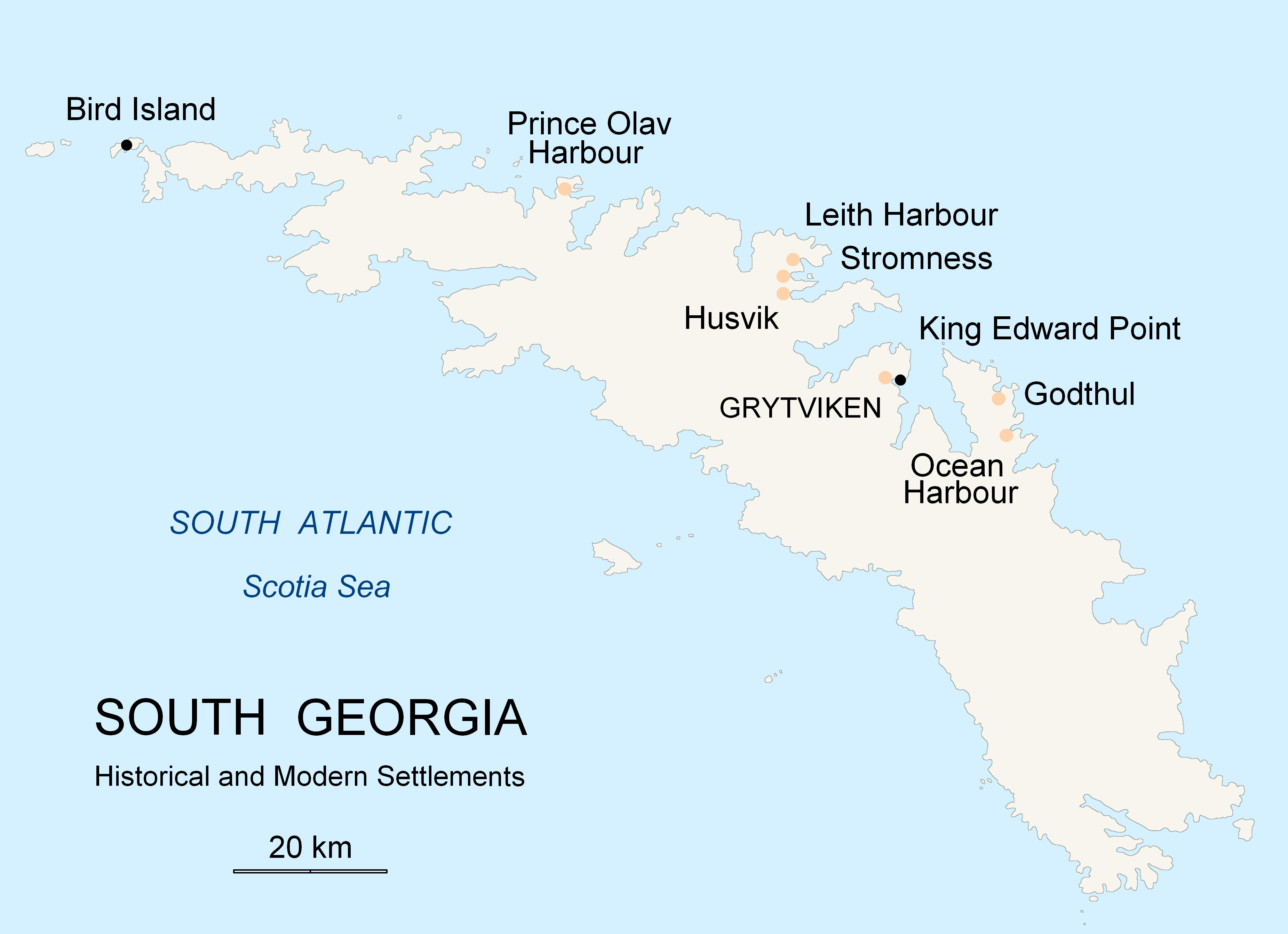

Сольвейг Гунбьорг Якобсен (норв. Solveig Gunbjørg Jacobsen; нар. 8 жовтня 1913 — пом. 25 жовтня 1996) — перша людина, народжена в Антарктиці і виросла на південь від Антарктичної конвергенції, в Грютвікені, Південна Джорджія.

## Життєпис
Її батько Фрітьоф Якобсен (1874–1953) оселився в 1904 році в британському володінні Південна Джорджія, який входив до складу Залежних територій Фолклендських островів. Якобсен працював помічником менеджера, а з 1914 по 1921 роки — директором китобійної бази Грютвікен. Двоє дітей Якобсена і його дружини Клари Олете Якобсен народилися на острові.
Сольвейг народилася в Грютвікені 8 жовтня 1913 року і була зареєстрована британським суддею в Південній Джорджії Джеймсом Вілсоном.
Сольвейг Якобсен померла в Буенос-Айресі, Аргентина, у віці 83 років, і похована в Молде у Норвегії.

## Ушанування
Долина Якобсен в масиві Вінсон, Антарктида, названа на честь Сольвейг Гунбьорг Якобсен.